# Test Icicles
Test Icicles was een Britse Dance Punk band. Ze werd in 2004 opgericht door Sam Mehran en Rory Attwell. Devonte Hynes voegde zich later bij het tweetal. De band was vooral geïnspireerd door indierock, maar hun muziek bevat ook invloeden van punk, metal en hiphop. Live speelde de band mee met een backingtrack die op een iPod stond.

## Geschiedenis
Test Icicles werd opgericht in 2004 door Sam Mehran en Rory Attwel. Tijdens een optreden vroegen ze of Devonte Hynes, met wie ze in contact waren gekomen via vrienden, of deze eenmalig mee wilde spelen tijdens een optreden. Hierna voegde Devonte Hynes zich definitief bij de band. Alle drie de bandleden waren al langer actief in verscheidene kortdurende muziekprojecten die meestal niet uit meer bestonden dan wat demo's op een myspacesite. Test Icicles tekende een platencontract met Domino Records, en nam in 2005 haar debuutalbum op in Frankrijk met producer James Ford.
Op 31 oktober 2005 komt het debuutalbum For Screening Purposes Only uit.
In februari 2006 besluit het trio uit elkaar te gaan. In een interview in de NME van maart 2006, zegt Hynes het volgende: "We were never, ever that keen on the music. I understand that people liked it, but we personally, er, didn't.".
Voor dat de band definitief stopt volgt er eerst nog een kleine tour door het Verenigd Koninkrijk, waarna de EP Dig Your Own Grave wordt uitgebracht, hier op staan remixes, nog nooit eerder uitgebracht materiaal en een live-opname van een show uit november 2005.

## Post Test Icicles
Nadat de Test Icicles in februari 2006 ophouden te bestaan, gaan de leden apart verder.
Rory Attwel startte een nieuw project genaamd RAT:ATT:AGG, deze bandnaam werd later veranderd in Wrist, maar ook dit project kwam ten einde en in 2007 werd bekend dat Wrist stopte. Vervolgens werd Attwel drummer van KASMs.
Devonte Hynes ging terug naar Amerika en startte zijn soloproject Lightspeed Champion, in 2007 tekende hij bij Domino Records en in 2008 bracht hij succesvol zijn debuutalbum Falling Off the Lavender Bridge uit. Daarnaast werkte hij samen met Wirlwind Heat aan het project Lightspeed Heat.

## Bandnaam
De band leden beweren dat de naam Test Icicles niet van het woord testikels, Engels testicles is afgeleid, maar van testing icicles, het testen van ijspegels om zo te kunnen kijken of deze goed genoeg waren voor het gebruik als wapen. Toch is er over deze verklaring twijfel, omdat een eerder project van Sam en Rory "balls" heette.